# Тамбовка (Амурская область)
Тамбо́вка — село в России, административный центр и крупнейший населённый пункт Тамбовского района Амурской области. Административный центр Тамбовского сельсовета.
Население — 7394 чел. (2021), третье по населению среди сёл Амурской области (после Чигири и Екатеринославки).

## География
Село Тамбовка стоит на правом берегу реки Гильчин (левый приток Амура). Выше села построено водохранилище.
Село находится в 40 км юго-восточнее Благовещенска, автодорога к райцентру идёт через Толстовку.

## История
Село было основано в 1873 году переселенцами из Тамбовской губернии в числе 8 семей и названо в честь города Тамбова. Официальный статус селения был получен только в 1875 году, так как согласно «Правилам для переселения русских и иностранцев в Амурской и Приморской областях Восточной Сибири» от 26 марта 1861 года, для регистрации в качестве селения необходимо было не менее 15 семейств.
В 1924 году в селе вспыхнуло крупное восстание.
С 1926 года является районным центром Тамбовского района.
После окончания войны с Японией с октября 1945 года по июль 1946 года на аэродроме близ села размещалась 296-я Хинганская истребительная авиационная дивизия на самолетах Як-3 и Як-9.

## Население
| 1939  | 1959  | 1970  | 1979  | 1989  | 2002  | 2010  |
| ----- | ----- | ----- | ----- | ----- | ----- | ----- |
| 2438  | ↗4814 | ↗6572 | ↗7591 | ↗8828 | ↘8147 | ↘7613 |
| 2012  | 2013  | 2014  | 2015  | 2016  | 2017  | 2018  |
| ↗7685 | ↗7708 | ↘7592 | ↘7495 | ↗7522 | ↘7374 | ↘7322 |
| 2021  |       |       |       |       |       |       |
| ↗7394 |       |       |       |       |       |       |

## Известные уроженцы, жители
В 1930 году в селе родилась Нина Васильевна Саяпина (1930—1995) — советский передовик сельскохозяйственного производства. Герой Социалистического Труда (1966).

## Транспорт
От Тамбовки идут автомобильные дороги областного значения:
 — на север — к городу Белогорск;
 — на северо-восток — к райцентру Екатеринославка;
 — на запад — к областному центру городу Благовещенск (через Толстовку);
 — на восток — к городам Завитинск и Райчихинск;
 — на юг — к райцентру Константиновка.
Развито внутрирайонное сообщение.